# Битка код Коронела
Битка код Коронела је поморска битка у Првом светском рату, која се одиграла у недељу 1. новембра 1914. крај обале средишњег Чилеа близу острва Коронела. Немачка морнарица под командом вицеадмирала Максимилијана фон Шпеа победила је енглеску ескадру под командом контраадмирала сер Кристофера Кредока. То је био први британски поморски пораз од 1812. године.

## Увод
На почетку Првог светског рата на разним океанима било је 6 немачких лаких крстарица и 2 оклопна крсташа. По избијању непријатељстава ове јединице су добиле задатак да поведу борбу против саобраћаја савезничких трговачких бродова. Најјаче јединице међу овим растуреним немачким бродовима били су оклопни крсташи „Шарнхорст“ (нем. SMS „Scharnhorst“) (нем. SMS - Seiner Majestät Schiff, брод његовог величанства) и „Гнајзенау“ (нем. SMS „Gneisenau“), који су се налазили у водама Далеког истока под командом вицеадмирала грофа Максимилијана фон Шпеа, у саставу немачке Источноазијске ескадре базиране у немачкој колонији Цингтау у Кини.
Од самог почетка Првог светског рата задатак вицеадмирала фон Шпеа је био усредсређен ка уништењу савезничких трговачких бродова као и бродова који су превозили војнике. У томе је био прилично успешан. Ипак, вицеадмирал фон Шпе је био врло обазрив по питању савезничких снага, посебно према Јапанској царској морнарици, као и Аустралијској краљевској морнарици - у ствари он је сматрао да је адмиралски брод, бојни крсташ „Аустралија“ (енг. HMAS „Australia“) сам по себи био надмоћан у односу на читаве његове снаге.
Дана 15. августа Јапан је упутио ултиматум Немачкој да му у року од седам дана безусловно преда своју базу у Цингтауу или ће сматрати да су у рату. Ултиматум је био тачан препис текста немачког ултиматума из 1895. г. којим је Јапан био принуђен да након кинеско-јапанског рата преда Порт Артур Русији. На ултиматум је немачки цар Вилхелм II наредио немачким гарнизонима да се боре до последњег војника. Након ступања Јапана у рат, 23. августа 1914. године, ескадри вицеадмирала фон Шпеа био је угрожен боравак на Далеком истоку. Иако је непрегледност Тихог океана и бројност његових острва могла да користи немачким бродовима ипак су они били осуђени да пре или касније пропадну јер су остали без база, без снабдевања и без могућности да поправе и најлакша оштећења. Немачке базе угља на Тихом океану су током августа све биле уништене или заузете од стране Антанте, а вицеадмирал фон Шпе је везу са немачким Адмиралитетом могао да одржава искључиво преко бродских радио-уређаја увек ризикујући да противницима ода своју позицију. Сходно томе одлучује да се пребаци у воде Јужне Америке.

## Долазак у воде Јужне Америке
Оклопни крсташи „Шарнхорст“ и „Гнајзенау“ су кренули преко Тихог океана ка Јужној Америци заваравујући противничке ратне бродове који су их тражили у азијским водама. Британски Адмиралитет је правилно закључио да се вицеадмирал фон Шпе покушава пробити у Атлантски океан. Због тога је командант јужноамеричког подручја контраадмирал сер Кристофер Кредок (Sir Christopher George Francis Maurice Craddock)- (1862—1914. г.), 14. септембра добио инструкције да код Фолкландских Острва концентрише надмоћне снаге и тако осујети фон Шпеове намере. Као појачања снагама на Фолкландским Острвима контрадмиралу Кредоку је из Средоземног мора био упућен оклопни крсташ „Дифенс“ (енг. HMS „Difence“) и старији - тзв. „преддреднотски“, али зато снажно наоружан бојни брод „Канопус“ (енг. HMS „Canopus“). „Канопус“ је, иначе био наоружан са 4 топа калибра 305 mm, 12 топова од 152 mm и 12 топова од 76 mm..
План британског Адмиралитета је био да чим сер Кредок окупи све снаге, запоседне Магеланов пролаз, одакле може да извиђа све до Валпарaиса и покрива ушће Ла Плате.
Током пута немачким оклопним крсташима придружиле се постепено још три лаке крстарице: „Нирнберг“ (нем. SMS „Nürnberg“) - (маса: 3.470 тона, максимална брзина 23 kn (43 km/h), главно наоружање: 10 топова од 105  и две торпедне цеви), Дрезден (нем. SMS „Dresden“) - (маса: 3.650 тона, максимална брзина: 24,5 kn (45,4 km/h), главно наоружање: 10 топова од 105  и две торпеде цеви), и „Лајпциг“ (нем. SMS „Leipzig“) - (маса: 3.250 тона, максимална брзина: 23,3 kn (43,2 km/h), главно наоружање: 10 топова од 105  и две торпедене цеви). Ове три лаке крстарице су биле расуте између Кариба и Тихог океана. „Нирнберг“ се новименованој Пацифичкој флоти придружио августа у Хонолулуу. Пре почетка Првог светског рата „Дрезден“ је био годину дана стациониран у Карипском мору. Током тог времена служио је за евакуацију америчких грађана током америчке окупације Веракруза, 1914. године. Такође је играо важну улогу у бекству мексичког председника Викторијана Уерте, транспортујући га из Мексика у Кингстон на Јамајци. Почетком рата 1914. године „Дрезден“ се, по наређењу, припремао за повратак у Немачку. Међутим, стигло му је наређење да се припреми за препаде на поморске трговачке руте Велике Британије. „Дрезден“ је кренуо тада ка Јужном Атлантику и заобишао је рт Хорн, потопивши један британски трговачки брод успут. Са Немачком источно азијском ескадром под вицеадмиралом фон Шпеом се састао код Ускршњег острва. „Лајпциг“ је допратио још три теретна пароброда натоварена угљем. На тај начин је била формирана прилично јака ескадра.
Све до 4. октобра британски Адмиралитет није имао никаквих података о кретању немачке ескадре. Из ухваћених радио-порука постало је јасно да Немци спремају да се пробију у Атлантски океан. 11. октобра били су примљени извешатаји из којих се могло видети да Немци концентришу своје снаге а 14. октобра су контраадмиралу сер Кредоку биле упућене детаљне инструкције у погледу стратегије и тактике коју је требало да примени. Из његовог одговора од 18. октобра се види да је инструкције схватио и да се неће упуштати у ризичне операције већ да ће да се ослони на снажни бојни брод Канопус, који је, међутим, могао да плови највећом брзином од 15 kn (28 km/h).
Од када је 26. октобра установљено да немачка ескадра плови дуж обале Чилеа ка Магелановом пролазу, контраадмирал сер Кредок је добијао инструкције преко радија. Након оклевања да ли је ипак некако могуће појачати његову ескадру, саопштено му је да се ка њему највећом могућом брзином креће оклопни крсташ „Дифенс“. Последња радио-порука била му је упућена 3. новембра у 18:55 часова. Одаслана је у празно.
Крајем октобра 1914. године вицеадмирал фон Шпе је стигао у ненасељен залив Мас Афуера, (шпан. Mass Afuera) на чиленаском острву Хуан Фернандез (шпан. Juan Fernandes) на око 450 наутичких миља (једна наутичка миља износи 1.852 метра) западно од Валпараиса. Ту се снабдео угљем.
Примивши наређење британског Адмиралитета да крене у потрагу за ескадром вицеадмирала фон Шпеа, за коју се претпостављало да је у јужноамеричким водама, контраадмирал Кредок је отпловио 22. октобра из Порт Стенлија на Фолкландским Острвима на челу ескадре оклопних крсташа „Гуд Хоуп“ (енг. HMS „Good Hope“- заставни брод контраадмирала Кредока) и „Монмаут“ (енг. HMS „Monmouth“), модерне лаке крстарице „Глазгов“ (енг. HMS „Glasgow“) - (маса 4-880 тона, максимална брзина 25,3 kn (46,9 km/h), главно наоружање два топа од 152 mm и десет топова од 102 mm) и помоћне крстарице „Отранто“, не чекајући да буде довршена оправка мотора на „преддреднотском“ бојном броду „Канопус“, додељеном као појачање.
Обавештен од стране немачке обавештајне службе да је ескадра британског контраадмирала Кредока у чилеанским водама, вицеадмирал фон Шпе је 28. октобра кренуо ка југозападу да је потражи. Наиме, сазнао је да се британска лака крстарица „Глазгов“ налази у извиђању код острва Коронела. Одлучивши да јој пресече пут, он је 1. новембра са целом ескадром запловио ка југу. Случај је хтео да је „Глазгов“ кренуо назад пре но што би за њега било прекасно. Скоро истовремено је контраадмирал Кредок кренуо на крстарење ка северу. Мислио да ће затећи лаку крстарицу „Лајпциг“, чије је сигнале „Глазгов“ ухватио више пута. „Глазгов“ се придружио ескадри која је пловила ка северу у линији на растојању од неких 15 mi (24 km).

## Увод у битку
Противници су ушли у видик једни другима 1. новембра нешто после 16:00 часова код обале Чилеа, на географској ширини острва Коронела. Опазивши ескадру вицеадмирала фон Шпеа, контраадмирал сер Кредок је, мада знатно слабији у односу топова тешког калибра - 2:16, а маса бочног плотуна 1316:1936 - је кренуо ка њој, и у 17:17 часова формирао колону у намери да нападне противника пре заласка Сунца, јер је оправдано рачунао да ће оно ометати немачко нишањење и гађање.
Али, вицеадмирал фон Шпе је тако маневрисао да је до борбе дошло тек по заласку Сунца – у 18:20 часова, кад се ситуација већ сасвим изменила. Силуете британских бродова су се оштро истицале на хоризонту, док су немачки бродови били скоро потпуно у тами, на облацима прекривеном источном хоризонту. Противници су пловили у скоро паралелним курсевима на одстојању од око 13.000 m, брзином од 16 kn (30 km/h).
Временске прилике су биле неповољне: јужни ветар је дувао брзином од 6 бофора правећи велике таласе. Узбуркано море је погодовало немачким поморским снагама, јер је онемогућило гађање из ниско смештених топова на боковима, што је Британце још више ослабило. Немачки бродови су били много боље оклопљени од британских, а осим тога посаде британских бродова су биле састављене од релативно слабо извежбаних резервиста, док су немачке посаде биле одлично извежбане и састављене већином од морнара који су већ три године били стално на бродовима. Контраадмирал Кредок је потцењивао снагу немачке ескадре, изгубивши из вида озбиљне недостатке свог поморског састава. Одлучио је да се упусти у битку, иако се већ спуштао мрак, те је могао да сачека да му се придружи бојни брод „Канопус“, који му је, након оправке мотора хитао у помоћ. Поврх тога, Британци су још могли да избегну окршај са надмоћнијим противником. јер су могли пловити просечном брзином од 22 до 23 kn (43 km/h), а Немци, теоријски око 23,5 kn (43,5 km/h), али с обзиром да су им бродови већ дуго били на мору вероватно нису могли пловити брже од око 22 kn (41 km/h). На несрећу Британаца, у њиховом саставу је била и помоћна крстарица „Отранто“ која је једва по тако узбурканом мору могла да плови брзином од 15 kn (28 km/h). Британском адмиралитету никада није постало јасно зашто је контраадмирал Кредок тај брод ставио на чело своје ескадре, заједно са лаком крстарицом „Глазгов“. „Отранто“ је смањио брзину целе ескадре, мада у тренутку кад су се противници угледали ни немачка ескадра није пловила пуном брзином и вицеадмирал фон Шпе је морао да нареди да се наложе још два котла да би је постигао.

## Битка
Кад је битка отпочела, бојни брод „Канопус“ је био удаљен око 300 km јужније од попришта, тако да је било потпуно могуће да се до зоре придружи британској ескадри. Контраадмирал Кредок му је у 18:18 часова послао поруку: "Почињем напад на непријатеља".
Немачки бродови су први отворили ватру у 18:34 часова, са одстојања од 10.400 m, а британски у 18:42 са 9.200 m. Прецизнија немачка артиљерија је упркос тешком мору и таласима који су је запљускивали забележила подотке већ са трећим плотуном, након чега су следили редовни погоци. Оклопном крсташу „Гуд Хоуп“ је одмах био потпуно онеспособљен предњи топ од 235 mm. Британска ескадра је, напротив, веома лоше гађала, тако да је „Гуд Хоуп“ само два пута погодио немачки оклопни крсташ „Шарнхорст“, док је сам од њега био чак 35 пута погођен. У 19:20 часова је јака експлозија потресла „Гуд Хоуп“ који се претворио у пловећу буктињу, а у 19:57 часова и потонуо са целом посадом и контраадмиралом Кредоком.
Лаке крстарице су мало учествовале у бици због великих таласа. Крстарица „Глазгов“ је напустила бојиште, док је оклопни крсташ „Монмаут“ био тешко оштећен, али је спуштањем мрака у 19:26 часова са њим изгубљен контакт. У 20:58 часова га проналази и у 21:18 часова потапа лака крстарица „Нирнберг“, која је нешто касније стигла на поприште. У међувремену су немачке лаке крстарице „Лајпциг“ и „Дрезден“ постигле поготке на британским лаким крстарицама „Глазгов“ и „Отранто“, али су оне захваљујући мраку успеле да се извуку са мањим оштећењима.

## Резултат
Британци су изгубили два оклопна крсташа и 1.440 људи, док су немачки бродови само лакше оштећени - у читавој бици су примили само 6 погодака и имали три рањена морнара. Ипак потрошили су више од 40% плотунске муниције.
Дана 4. новембра у 07:00 часова је у бритнаски Адмиралитет стигао телеграм британског конзула из Валпараиса: "Управо сам сазнао од чиленаског адмирала како је немачки адмирал саопштио да је у недељу при заласку Сунца и уз тешко и бурно време срео „Гуд Хоуп“, „Глазгов“, „Монмаут“ и „Отранто“. Упустио се у борбу и „Монмут“ се нагнуо и потонуо отприлике сат након битке. „Глазгов“ и „Отранто“ су нестали у мраку. „Гуд Хоуп“ је био у пламену, чула се експлозија, верује се да је потонуо. У бици су са немачке стране учествовали „Гнајзенау“, „Шарнхорст“ и „Нирнберг“."
Ова битка је уздрмала британски поморски престиж у Јужној Америци, јер је немачкој ескадри остао слободан пут у Атлантски океан, и довела до привременог прекида саобраћаја у јужном делу Тихог и Атлантског океана. Британски Адмиралитет се нашао пред сасвим измењеном ситуацијом на јужном Атлатику. Вицеадмирал фон Шпе је сада био господар ситуације у водама Јужне Америке. Могао је да се врати у Тихи океан и да настави са својом мистериозном тактиком, а могао је и да крене уз обалу Јужне Америке и да се докопа Панамског канала, мада би га успут вребале британско-јапанске снаге. Могао је да оплови Јужну Америку, уђе у Атлантски океан и почне да пресеца главне бритнаске трговачке линије, и омета акције британских снага против немачких колонија у Африци. За Велику Британију, зависну од увоза, без обзира на њена огромна поморска средства, отпочела је веома тескобна празнина.
Привидан успех немачке морнарице није дуго трајао. Краљевској морнарици је наређено да уништи фон Шпеа, што је и учињено месец дана касније у бици код Фокланских острва. Победом код Фокландских острва Британска морнарица поново је загосподарила морем.